# Foppe de Haan
Foppe de Haan (Lippenhuzen, Opsterland, Frizija, 26. lipnja 1943.), bivši je nizozemski nogometni trener. Poznat je po svom dugogodišnjem radu s frizijskim nogometnim klubom Heerenveenom. Danas vodi tuvalusku nogometnu reprezentaciju.
Kao igrač je igrao u srednjem redu na lijevoj strani te kao napadač.

## Uspjesi
1993. se s Heerenvenom plasirao u najviši razred nizozemskog nogometnog natjecanja.
Kad je vodio nizozemsku reprezentaciju igrača mlađih od 21 godine (Jong Oranje), 2006. i 2007. je naslov europskog prvaka. S istim se je sastavom plasirao na završni turnir olimpijskih igara 2008. godine u Pekingu.
Klub Heerenveen je pod de Haanovim vodstvom dvaput došao do završnice nizozemskog kupa. 1993. je izgubio od Ajaxa 2:6, a 1997. od Rode s 2:4. 2000. je godine došao do drugog mjesta u Erediviziji čime je stekao pravo izravno sudjelovati na glavnom turniru Lige prvaka.

## Trenerski trofeji
- plasman s Heerenveenom 1993. u prvu ligu
- 2. mjesto u prvenstvu 1999. – 2000. te sudjelovanje s Heerenveenom u Ligi prvaka sezone 2000. 2001.
- europski prvak s Nizozemskom do 21 (Jong Oranje): 2006. i 2007.
- plasman na OI 2008. u Pekingu s nizozemskim mladim sastavom

## Priznanja
- 2003.: nagrada Sport
- 2004.: 10. svibnja je dobio odličje viteza Reda Oranje-Nassaua
- 2004.: 15. listopada je proglašen počasnim građaninom It Hearrenfeana (Heerenveena)
- 2007.: trener godine (Nizozemska), zajedno s bejzbolskim trenerom Robertom Eenhornom
- 2009.: nagrada Rinus Michels[1]

Po de Haanu je nazvana jedan vlak (Spurt) u Nizozemskoj.